# Manuel Soto
Manuel Esteban Soto Ruiz (ur. 28 stycznia 1994) – kolumbijski lekkoatleta specjalizujący się w chodzie sportowym.
Nie ukończył chodu na 10 000 metrów podczas mistrzostw świata juniorów młodszych w Lille Metropole (2011). Złoty medalista juniorskich mistrzostw Ameryki Południowej (2013). W 2014 stanął na najwyższym stopniu podium południowoamerykańskich mistrzostw młodzieżowców. W 2016 zajął 9. miejsce na igrzyskach olimpijskich w Rio de Janeiro.
Medalista mistrzostw Kolumbii.
Rekord życiowy: chód na 20 kilometrów – 1:20:36 (12 sierpnia 2016, Rio de Janeiro).

## Osiągnięcia
| Rok  | Impreza                                     | Miejsce         | Konkurencja              | Pozycja     | Wynik      |
| ---- | ------------------------------------------- | --------------- | ------------------------ | ----------- | ---------- |
| 2011 | Mistrzostwa świata juniorów młodszych       | Lille Metropole | chód na 10 000 m         | –           | DQ         |
| 2012 | Puchar świata w chodzie sportowym           | Sarańsk         | chód na 10 km (juniorów) | 39. miejsce | 45:24      |
| 2013 | Panamerykański puchar w chodzie sportowym   | Gwatemala       | chód na 10 km (juniorów) | 1. miejsce  | 41:19      |
| 2013 | Mistrzostwa panamerykańskie juniorów        | Medellín        | chód na 10 000 m         | 9. miejsce  | 43:34,85   |
| 2013 | Mistrzostwa Ameryki Południowej juniorów    | Resistencia     | chód na 10 000 m         | 1. miejsce  | 41:55,95   |
| 2014 | Młodzieżowe mistrzostwa Ameryki Południowej | Montevideo      | chód na 20 000 m         | 1. miejsce  | 1:23:22,70 |
| 2016 | Igrzyska olimpijskie                        | Rio de Janeiro  | chód na 20 km            | 9. miejsce  | 1:20:36    |
| 2017 | Mistrzostwa świata                          | Londyn          | chód na 20 km            | 47. miejsce | 1:24:56    |
| 2021 | Igrzyska olimpijskie                        | Tokio           | chód na 20 km            | 14. miejsce | 1:23:32    |